# Museo Conmemorativo de la Guerra para Resistir la Agresión de Estados Unidos y Ayudar a Corea
El Museo Conmemorativo de la Guerra para Resistir la Agresión de Estados Unidos y Ayudar a Corea (en chino simplificado, 抗美援朝纪念馆; pinyin, Kàngměi Yuáncháo Jìniànguǎn), también conocido como Museo de la Guerra de Corea, es un museo situado en Dandong, provincia de Liaoning. Es el único museo oficial en China que conmemora la participación china en la guerra de Corea (conocida oficialmente en China como «Guerra para Resistir la Agresión de Estados Unidos y Ayudar a Corea»). El museo se inauguró por primera vez en 1953, fue reconstruido en su ubicación actual en octubre de 1990. El nuevo museo se inauguró el 27 de julio de 1993, el 40.º aniversario del armisticio de Panmunjom. En 2014 se cerró para realizar una serie de reformas. Fue reinaugurado el 9 de septiembre de 2020, año en el que se cumplía el 70.º aniversario de la entrada de las tropas chinas en Corea.

## Historia

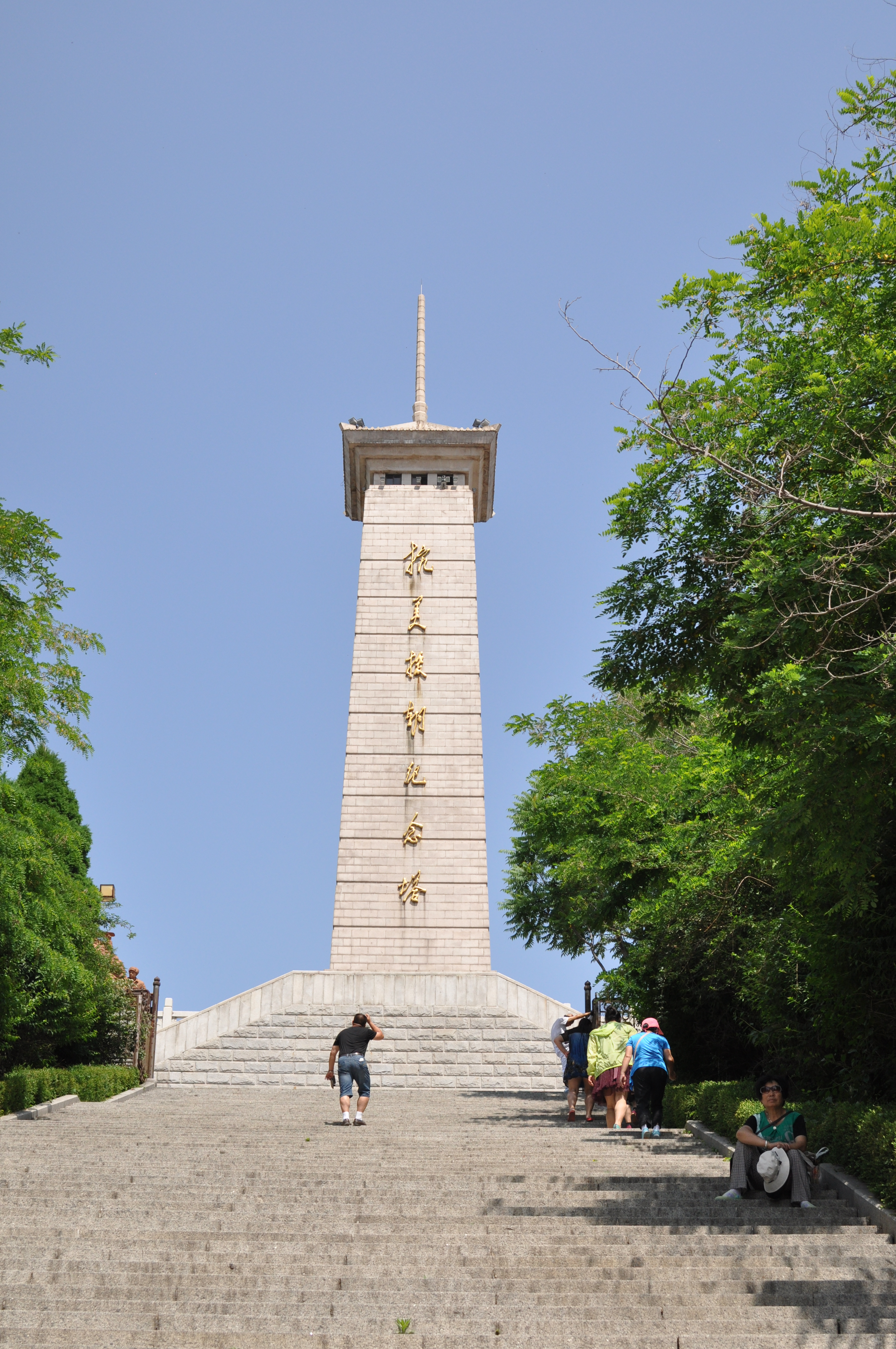
La torre conmemorativa del museo

El monumento es el único museo oficial sobre la guerra de Corea en China. Se estableció por primera vez en 1958 como un anexo del museo de historia local de Dandong, provincia de Liaoning, que es la principal ciudad fronteriza de China con Corea del Norte y desempeñó un papel fundamental en la guerra de Corea. La construcción de un edificio mucho más grandioso comenzó en octubre de 1990 y el nuevo museo se inauguró el 27 de julio de 1993 para conmemorar el 40.º aniversario del armisticio de Panmunjom que puso fin a la guerra.
El museo pasó más de diez años recopilando todos los nombres de los soldados del Ejército Popular de Voluntarios muertos en la guerra. En 2006, anunció que había recopilado 183 108 nombres, lo que se ha convertido en un recuento autorizado de muertes de soldados chinos en la guerra de Corea. El museo planea construir un «muro de los mártires» inscribiendo la lista completa de estos nombres.
En 2008, el edificio se incluyó en el primer lote de ochenta y tres museos nacionales de primer grado de China. Sin embargo, en noviembre de 2013, fue degradado a un museo de segundo grado en una revaluación posterior. El museo se cerró en 2014 para realizar una remodelación importante. En 2017, aún no se había reabierto, no fue hasta el 9 de noviembre de 2020 en que fue reinaugurado.

## Localización e instalaciones
El museo está situado en el Monte Yinghua al norte del centro de la ciudad de Dandong, con vista a la ciudad norcoreana de Sinuiju que se encuentra al otro lado del río Yalu. Consta de tres estructuras principales: la sala de exposiciones principal, una sala de pintura panorámica y una torre conmemorativa. La torre tiene 53 metros de altura y simboliza la firma del Acuerdo de Armisticio de Corea en 1953 y el fin de la guerra. La sala de exhibición de armas al aire libre de la sala conmemorativa muestra algunas de las armas utilizadas por los Voluntarios del Pueblo Chino y algunas de las armas capturadas al enemigo durante la batalla. Todo el complejo está rodeado por un parque de 50 000 m², que ocupa una superficie de 182 000 m², con una edificabilidad total de 20 000 m².

## Exhibiciones

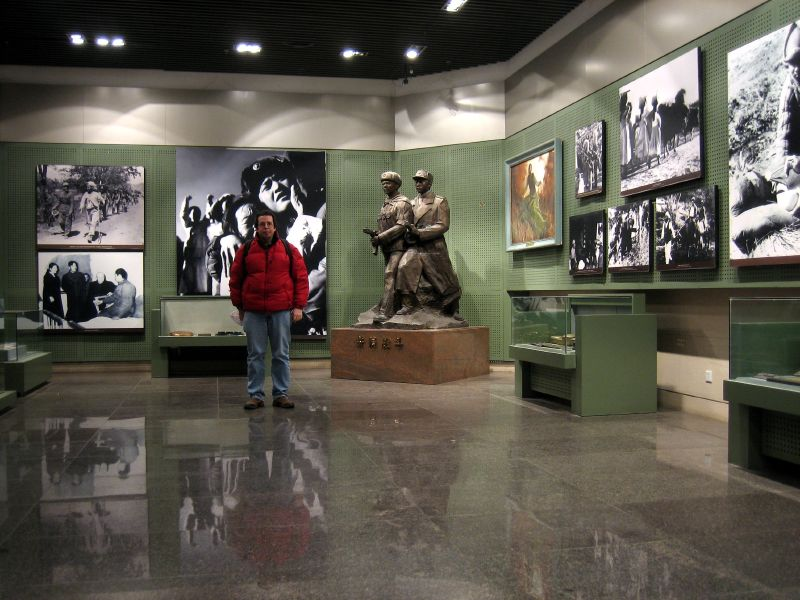
Una de las salas del museo

La exposición en la sala principal comprende más de 700 fotografías y más de 1000 artefactos, así como modelos, gráficos, pinturas y esculturas que explican el progreso de la guerra. La exposición exalta la fraternidad entre el Ejército Popular de Voluntarios y el Ejército Popular de Corea y lamenta los sufrimientos de la población civil tanto en Corea como en China. Un enfoque importante del museo son los sufrimientos de los prisioneros de guerra chinos recluidos en el campo de prisioneros de Geoje en Corea del Sur, con fotografías que muestran a prisioneros de guerra chinos a los que se les tatuó a la fuerza consignas anticomunistas. Sin embargo, el museo no menciona la discriminación que sufrieron los prisioneros de guerra tras ser repatriados a China ni la persecución que sufrieron algunos de ellos durante la Revolución Cultural.
La sala de pintura panorámica contiene una pintura gigante que representa la Batalla del río Ch'ongch'on (1950), una victoria decisiva del Ejército Popular de Voluntarios. Con 132,15 metros de largo y 16 metros de alto, era la pintura panorámica más grande de China cuando se inauguró el museo en 1993. La pintura rodea una plataforma de observación giratoria en el centro de la sala.
La torre conmemorativa tiene 53 metros de altura, lo que significa que en el año 1953, cuando se firmó el Acuerdo de Armisticio de Corea, el nombre de la torre está escrito con la caligrafía de Deng Xiaoping.